# Ciprusi ortodox egyház
A ciprusi ortodox egyház egy autokefál ortodox egyház, amely Cipruson működik. Egyben ez Ciprus legnagyobb egyháza is. Egyike a legrégebbi autokefál ortodox egyházaknak, amely 431-ben nyerte el függetlenségét az antiochiai ortodox egyháztól.
Az egyház egyik leghíresebb érseke volt III. Makáriosz ciprusi érsek a Ciprusi Köztársaság első elnöke.

## Története
Ciprus ez első területek egyike volt, amit a Szentföldről kiinduló kereszténység elért.
A szigeten komoly zsidó közösség élt I. Ptolemaiosz uralkodásától fogva. Hozzájuk érkeztek az első, megkeresztelkedett zsidó hittérítők, így például Pál apostol, aki első hittérítő utazásának első állomásaként Szalamisznál lépett a szigetre a ciprusi születésű Barnabással együtt 45-ben. A következő évben a két apostol megérkezett a fővárosba, Páfoszba, ahol hatalmas sikert értek el: megtérítették a sziget római kormányzóját Sergius Paulust. A vezető római tisztviselő megtérése igen jelentős esemény – főleg annak fényében, hogy a kereszténységet, csak 267 évvel ezt követően engedélyezte Nagy Konstantin császár a Római Birodalomban.
Barnabás később (Márk evangélista társaságában) visszatért a szigetre és ő lett Szalamisz első püspöke. Őt tekinthetjük a ciprusi ortodox egyház megalapítójának.
Az új vallás terjedése feszültséget keltett Cipruson a zsidó és keresztény hitre térő görög, valamint hellenizálódott föníciai és eteociprián) lakosság között. A hagyomány szerint maga Barnabás is a szigeten, Szalamiszban szenvedett vértanúságot 61-ben, amikor a helyi zsidók megkövezték. Miután Titus császár 70-ben leromboltatta a Jeruzsálemi templomot újabb zsidó menekülthullám érte el a szigetet. 116-ban Szalamiszban zsidó felkelés tört ki, ami a helyi görögség ellentámadását váltotta ki. Az összecsapások mindkét oldalon komoly áldozatokat követeltek. Zsidók ettől kezdve a szigeten nem telepedhettek le. A kereszténység terjedése megállíthatatlan volt és az új hit néhány évszázad alatt dominánssá vált a szigeten.
A 332-es földrengés romba döntötte a sziget fontosabb városait, így Szalamiszt, Páfoszt és Kitiont is és tíz évvel később a katasztrófa megismétlődött. Konstantin az első földrengés után Szalamisz újjáépítésére koncentrált és Constantia néven ismét a város lett a sziget fővárosa. A sziget minden nagyobb városának megvolt a maga püspöke, de Constantia (Szalamisz) püspöke kiemelkedett közülük: ő volt a sziget érseke. Ebben a korszakban (368 és 403 között) az érseki posztot Szent Epiphaniosz töltötte be. A ciprusi ortodox egyház a korszak minden fontosabb zsinatán képviseltette magát.
A ciprusi ortodox egyház az egyik legrégebbi ókeresztény egyház, ám a negyedik századtól kezdődően küzdelmet kellett folytatnia, hogy függetlenségét az antiochiai ortodox egyházzal szemben megvédje, annak ellenére, hogy ezt az epheszoszi zsinat 431-ben elismerte. A hagyomány szerint a vitának az vetett véget, hogy Constantia akkori püspöke Anthemios, egy álom hatására egy fa tövében megtalálta az egyházalapító Barnabás sírját és abban Máté evangéliumát (más források szerint Márk evangéliumát), amit Márk saját kezűleg jegyzett le. Ennek hatására Zénó császár megerősítette a ciprusi egyház függetlenségét és a ciprusi érseknek három kiváltságot is adott: nevét vörös (cinóber) tintával írhatta alá, liturgikus szolgálata során vörös köpenyt viselhetett és a hagyományos püspöki pásztorbot helyett jogart használhatott. Ezek a sajátosságok, amelyek csak a ciprusi egyházra érvényesek, a mai napig jelen vannak az egyház szertartásaiban. Az egyház függetlensége még egyszer megkérdőjeleződött, de a trullói zsinat 692-ben újra megerősítette azt.
A negyedik századi városok egyikeként már említéseket találunk a sziget mai fővárosára Nicosiára, ami az ősi Ledra királyság helyén állt. Nicosia szerepe fokozatosan erősödött, de csak a 11. században lett a ciprusi érsek székhelye.
A 7-10. századi arab betörések után a szigeten igen rossz közállapotok uralkodtak és ezek megváltoztatására 1107-ben Alexiosz császár a sziget érsekévé nevezte ki Nikolaosz Muzalónt, egy tehetséges fiatal papot. Az érsek azonban három év után lemondott hivataláról, belátva, hogy nem tudja küldetését teljesíteni. Muzalón jóval később (1147-ben) IV. Miklós néven konstantinápolyi pátriárka lett.
A 12. század végén kialakuló Ciprusi Királyság római katolikus frank nemessége igyekezett áttéríteni a sziget görög ortodox lakosságát. Ennek egyik eszköze a ciprusi ortodox egyház szervezeti átalakítása volt. A korábbi 14-15 egyházmegyét megszüntették és helyettük négyet hoztak létre. A korábbi püspököket lemondásra, vagy engedelmességre kényszerítették. Az áttérítési kísérlet során erőszakos cselekményekre is sor került. Ezek közül legismertebb talán a kantarai mártírok története: a kantarai szerzetesközösség 13 tagját 1231-ben megégették, mivel nem sikerült őket rábírni, hogy térjenek át a katolikus hitre. 1260-ban IV. Sándor pápa bullát bocsátott ki Bulla Cypria címen, hogy ezzel újjászervezze Cipruson a katolikus egyházat és megerősítse annak vezető szerepét. A bulla mind egyházi, mind gazdasági kérdésekre kiterjedt és rendelkezései szerint tilos volt új ortodox érseket választani (Ciprus utolsó érsekét Germanoszt haláláig meghagyták hivatalában), sőt a bulla az ortodox papok megválasztását is engedélyhez kötötte. Eközben a szigeten katolikus székesegyházakat, templomokat és kolostorokat építettek a királyok és a katolikus szerzetesrendek közreműködésével. Ezek közé tartozott a nicosiai Cathédrale Sainte Sophie, ami ma Selimiye mecsetként működik, a famagustai Szent Miklós katedrális, vagy az Abbaye de la Belle Paix apátság Kerínia közelében. Az erőszakos térítés a ciprusi ortodox egyház heves ellenállását váltotta ki, amiben a konstantinápolyi patriarchátus támogatására számíthatott.
Az oszmán fennhatóság jelentős változást hozott a sziget életében: noha a nagyobb keresztény templomokat mecsetté alakították, 300 év után a ciprusi ortodox egyház ismét a sziget vezető egyháza lett, a katolikus egyház pedig elvesztette funkcióit. A törököknek több oka is volt arra, hogy az ortodox egyház működését támogassák. Egyrészt az 1571-es – számukra katasztrofálisan végződött – lepantói csata után nem akartak a keresztesek számára ürügyet szolgáltatni a sziget megtámadására. Másrészt a birodalom egyéb – nem-muzulmánok lakta – területein is hatékonynak bizonyult, ha a helyi vezető elitre bízták a közigazgatás egyes feladatait. Így a ciprusi érsek visszatérhetett Szóliból nicosiai hivatalába és a püspökök is újra elfoglalhatták székvárosaikat, ahonnan korábban vidékre száműzték őket a velenceiek. 1660-tól a törökök a sziget politikai vezetőjének is elismerték az érseket, amit 1754-ben írásos engedélyben (firmanban) is megerősítettek.
A brit gyarmati fennhatóság idején az egyház intenzíven részt vett a sziget függetlenségéért folytatott küzdelemben a 19-20. század során. 1950 januárjában a ciprusi ortodox egyház szervezésében még nem hivatalos népszavazást is tartottak, amelyen a görög ciprióták 95,71%-a a Görögországgal való egyesülésre szavazott. A görög ciprióta nacionalistákból álló ellenállási szervezet, az EOKA az egyház támogatását is élvezte. III. Makáriosz érsek tárgyalásokat kezdett Ciprus brit kormányzójával, Sir John Hardinggal, de azok kudarcba fulladtak és 1956. március 9-én Makárioszt számos egyházi vezetővel együtt a Seychelle-szigetekre száműzték. A függetlenségről való megállapodás után az érsek hazatérhetett és az első elnökválasztáson a Ciprusi Köztársaság elnökévé választották.